# Passô (Moimenta da Beira)
Passô es una freguesia portuguesa del concelho de Moimenta da Beira, con 3,17 km² de superficie y 443 habitantes (2001). Su densidad de población es de 139,7 hab/km².